# 第7屆美洲國家首腦會議
第7屆美洲國家首腦會議於2015年4月10日至4月11日期間在巴拿馬巴拿馬城舉行。古巴國務委員會主席兼部長會議主席勞爾·卡斯楚也出席這場會議，他和美国总统奥巴马举行会晤，商讨美古建交等事宜。